# Bernardo Kucinski
Bernardo Kucinski (São Paulo, 1937) és un periodista i politòleg brasiler, col·laborador del Partit dels Treballadors i professor de la Universitat de São Paulo.
Va treballar com a assessor del President de la República durant el primer mandat de Luiz Inácio Lula da Silva.

## Biografia
Tot i graduar-se en Física per la Universitat de São Paulo en 1968, Kucinski va desenvolupar la seua carrera en el camp del Periodisme. A principis de la dècada dels 70 va marxar a Londres a causa de la dictadura militar brasilera. Allà va ser productor i locutor de la BBC, corresponsal dels diaris Opinião i Gazeta Mercantil.
El 1974 retorna al seu país i va participar en la fundació dels diaris alternatius Moviment i En Tempo, del qual en seria el primer editor el 1977. Continua en la Gazeta Mercantil i esdevé corresponsal per a diversos mitjans anglesos i estatunidencs, com ara The Guardian, Euromoney o Lagniappe Letter. També hi col·laborà en la revista científica Ciência Hoje.
L'any 1986 entra a Universitat de São Paulo com a professor de l'Escola de Comunicacions i Arts, i cinc anys després, es doctora en Ciències de la Comunicació en aquesta facultat amb la tesi Periodistes Revolucionaris. El 1997 guanya el Premi Jabuti amb Periodisme Econòmic. Entre 2002 i 2006 és assessor especial de la Secretaria de Comunicació Social de la Presidència de Luiz Inácio Lula da Silva.

## Obra literària
- Pau de Arara, La Violence Militaire au Brezil (1971, editat a França)
- Fome de Lucros (1977, editat a Nova York)
- O que são Multinacionais (1981)
- Brazil sate and struggle (1982, editat a Londres)
- A ditadura da divida (1987)
- The debt squads (1988, editat a Londres)
- Jornalistas e Revolucionarios (1991)
- O que são Multinacionais (1991)
- Brazil Carnival of the opressed (1995, editat a Londres)
- Jornalismo econômico (1996)
- Síndrome da Antena Parabólica: Ética no Jornalismo Brasileiro (1998)
- As Cartas Ácidas da Campanha de Lula de 1998 (2000)
- O Fim da Ditadura Militar no Brasil (2001)
- Lula and the workers party in Brazil (2003, editat a Londres)
- Jornalismo na Era Virtual (2005)
- K. (2011)

Traduccions al català
- Les Tres morts de K. Bernardo Kucinski; traducció de Pere Comellas; il·lustracions d'Enio Squeff. Barcelona : Raig Verd, 2012 (ISBN: 9788415539469)